# ويليام كوندي
ويليام كوندي (بالإسبانية: Wilman Conde)‏ (29 أغسطس 1982 بكالي في كولومبيا - ) هو لاعب كرة قدم كولومبي في مركز الدفاع. لعب مع ديبورتيس كوينديو وديبورتيفو كالي وشيكاغو فاير ونادي أطلس ونادي ميلوناريوس ونيويورك ريد بولز ونادي أوكاس وCortuluá ‏ وريال قرطاجنة.

## وصلات خارجية
- ويليام كوندي على موقع الدوري الأمريكي (الإنجليزية)
- ويليام كوندي على موقع إي إس بي إن إف سي (الإنجليزية)
- ويليام كوندي على موقع قاعدة بيانات كرة القدم.إي يو (الإنجليزية)
- ويليام كوندي على موقع Soccerway.com (الإنجليزية)
- ويليام كوندي على موقع عالم كرة القدم.نت (الإنجليزية)